# Holheim

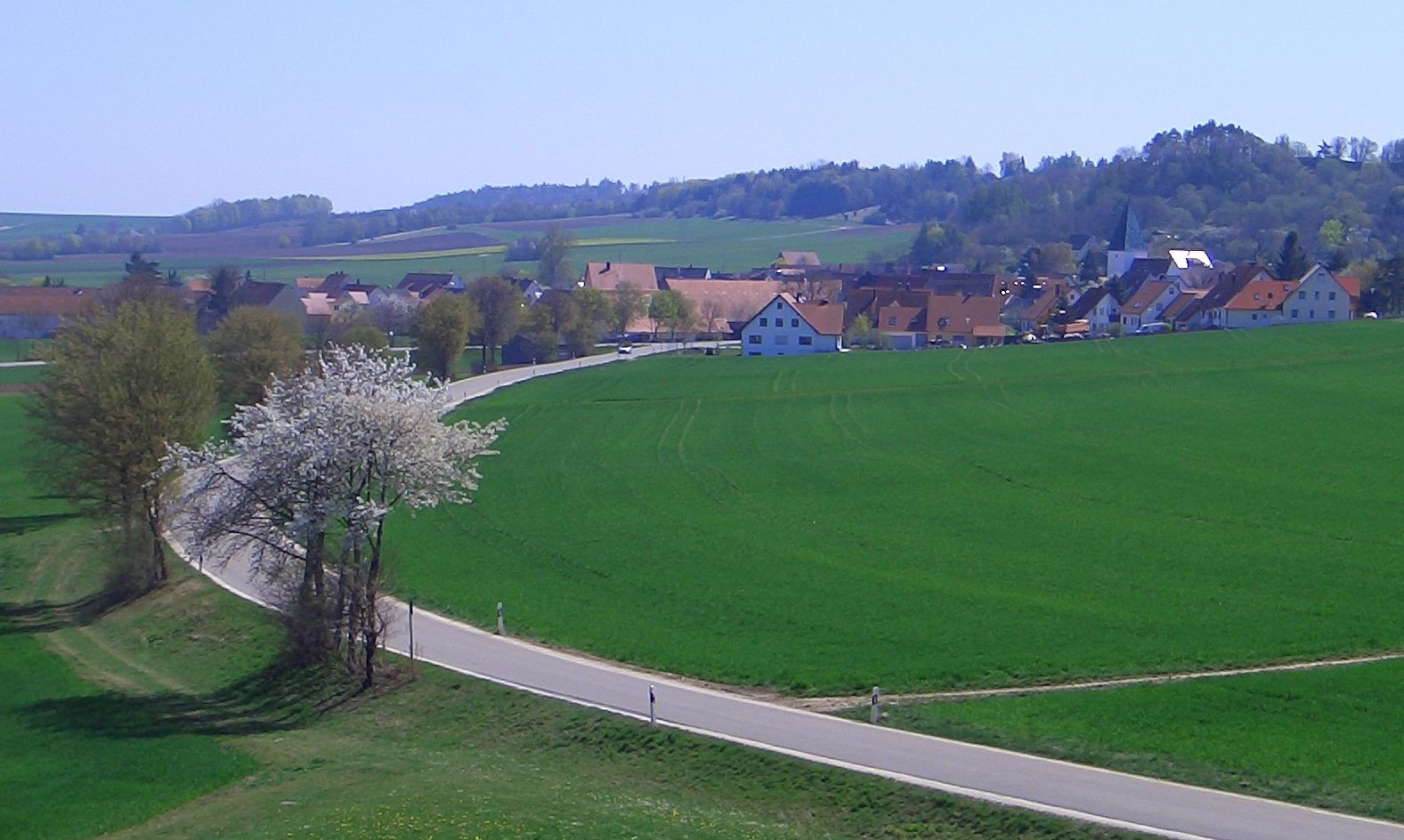
Blick von Westen auf Holheim

Holheim ist ein Gemeindeteil der Großen Kreisstadt Nördlingen im schwäbischen Landkreis Donau-Ries in Bayern.

## Geographie
Das Pfarrdorf hat 367 Einwohner (Stand: 1. Januar 2025). Es liegt auf einer Höhe von 456 m ü. NN am Rand des Nördlinger Rieses, knapp 4 km südwestlich von Nördlingen.
Nachbarorte sind im Nordosten Kleinerdlingen, im Osten Herkheim, im Süden Ederheim, im Westen das baden-württembergische Utzmemmingen und im Nordwesten Nähermemmingen.

## Geschichte
Holheim existiert schon seit dem Frühmittelalter, was alemannische Reihengräber des 6. und 7. Jahrhunderts und eine Schenkungsurkunde des Klosters Fulda aus dem 8. Jahrhundert belegen. Damit zählt der Ort zu den ältesten Riesgemeinden. Die katholische Kirche St. Michael, die im romanischen Stil erbaut wurde, geht auf das 13. Jahrhundert zurück und ist eine von wenigen Wehrkirchen im Ries. Ein Ortsadel des Mittelalters, dessen Wappen das Gemeindewappen von Holheim wurde, ist durch zahlreiche Urkunden nachgewiesen. Der Burghügel ist heute noch zu erahnen. Am 1. Juli 1972 verlor Holheim im Zuge der Gemeindegebietsreform seine Eigenständigkeit und wurde in die Stadt Nördlingen eingemeindet.

## Kultur und Sehenswürdigkeiten
Nahe Holheim kann man die Ofnethöhlen besichtigen. Sie befinden sich im Ringwall des Kraters. Es handelt sich um Höhlenruinen, die auf der vom Ries abgewandten Seite von einem Trockental angeschnitten worden sind. Die Ofnethöhlen waren vom Mittelpaläolithikum bis ins Mesolithikum bewohnt. Bei Ausgrabungen wurden Tierreste und Grabbeigaben gefunden, darunter 4.000 gelochte Schnecken und 200 durchbohrte Hirschzähne, die vermutlich als Schmuck getragen wurden.
Am Fuße der Ofnethöhlen befindet sich ein römischer Gutshof (Villa rustica), dessen Grundmauern noch vollständig erhalten sind.
In die Liste der Baudenkmäler ist der Friedhof mit Friedhofsmauer und Eingangspfeilern sowie die katholische Filialkirche St. Michael eingetragen. Die Kirche ist eine Chorturmanlage, Langhaus vom Ende des 12. Jahrhunderts, Turm und Sakristei um 1400.

## Wirtschaft und Infrastruktur

### Verkehrsverbindungen

#### Straße
Holheim liegt an der Bundesstraße 466 von Schwabach über Gunzenhausen, Nördlingen und Heidenheim an der Brenz nach Geislingen an der Steige. Ab Nördlingen trägt sie den Namen Schwäbische Albstraße. Es besteht außerdem noch eine Verbindung über Utzmemmingen, Härtsfeldhausen, Unterriffingen und Waldhausen nach Aalen. Dies ist die kürzeste Verbindung zwischen Nördlingen und Aalen. Jedoch wird aufgrund der Streckenführung die B 29, die nördlich und westlich an Aalen vorbeiführt, hauptsächlich für Verbindungen in Richtung Stuttgart benutzt. Die Nachbarorte Nähermemmingen, Herkheim und Ederheim sind über Gemeindeverbindungsstraßen zu erreichen.

#### Schiene
Der nächste Bahnhof befindet sich in Nördlingen.

### Bildung
Die nächstgelegenen Kindergärten befinden sich in Herkheim und in Ederheim. Die Grundschüler besuchen die Grundschule Ederheim. Dort werden die Klassen 1 bis 4 unterrichtet. In Nördlingen befinden sich eine Mittelschule, eine Realschule, eine Wirtschaftsschule, ein Gymnasium und weitere Einrichtungen (siehe Bildung Nördlingen).